# Охебіца
Охебіца (рум. Ohăbița) — село у повіті Караш-Северін в Румунії. Входить до складу комуни Пелтініш.
Село розташоване на відстані 332 км на захід від Бухареста, 18 км на північний схід від Решиці, 79 км на південний схід від Тімішоари.

## Населення
За даними перепису населення 2002 року у селі проживала 121 особа, усі — румуни. Усі жителі села рідною мовою назвали румунську.